# El prado de las estrellas
El prado de las estrellas es una película de cine española de 2007 dirigida por Mario Camus. Es una de las pocas películas ambientadas en el mundo del ciclismo y cuenta con la participación de varios actores no profesionales.

## Argumento
Alfonso (Álvaro de Luna) es un jubilado de Cantabria que visita a Nanda (Mari González), una anciana que lo crio cuando se quedó huérfano, en una residencia en la que trabaja Luisa (Marian Aguilera), una joven asistente social. Una mañana, recogiendo caracoles en el Prado de las Estrellas, Alfonso se encuentra con un joven que surge de entre la niebla en su bicicleta (Óscar Abad), que aspira a fichar por un equipo profesional. Alfonso también fue ciclista y a partir de entonces, surge una amistad entre el viejo maestro y la joven promesa. Apoyado por sus amigos, Alfonso hará de Martín, aun sin equipo ni patrocinadores, no sólo un gran campeón, sino también una gran persona.

## Reparto
| Actor/Actriz           | Personaje              |
| ---------------------- | ---------------------- |
| Álvaro de Luna         | Alfonso                |
| Óscar Abad             | Martín                 |
| Marián Aguilera        | Luisa                  |
| Rodolfo Sancho         | Mauri                  |
| Mary González          | Nanda                  |
| José Manuel Cervino    | Tasio                  |
| Antonio de la Torre    | Ramiro                 |
| Juan Margallo          | Escobedo               |
| Juan Del Santo         | Amado Beotegui         |
| Carlos Chamarro        | Pedro                  |
| Paco Hernández         | Señor mayor            |
| Alfonso Rodríguez      | Señor mayor            |
| Miguel Zúñiga          | Hombre mediana edad    |
| María Castillo         | Enfermera              |
| Jacobo Dicenta         | Polo                   |
| Antonio Valero         | Funcionario            |
| Concha Rincón          | Señora mayor           |
| Sonsoles Benedicto     | Otra señora mayor      |
| José Navar             | Acompañante            |
| María Aguayo           | Encargada bar          |
| Juan Francisco Liébana | Encargado bar Comillas |
| Juanero Sánchez        | Señor dormido          |
| Maika Morán            | Enfermera              |
| Derik Dean             | Jose                   |